# Конституция на Румъния
Румънската конституция е основен закон, регулиращ общите принципи на организацията на държавните права, свободи и задължения на гражданите и обществените органи от фундаментално значение.
На 29 октомври 2003 година се приемат поправки по конституцията след национален референдум, проведен на 18 и 19 октомври 2003 година.

## История
На 1 юли 1866 година се приема първата конституция на Румъния. След разширяването на територията на страната през 1918 година се приема нова конституция, одобрена на 29 март 1923 година. Конституцията на Социалистическа република Румъния е променяна през 1948, 1952 и 1965 година.
След революцията от 1989 година нова конституция е приета през 1991 година.

## Структура
Конституцията от 1991 година, изменена през 2003 година, съдържа 156 члена, разделени в 8 дяла:
- Дял I – Общи принципи
- Дял II – основни права, свободи и задължения
- Дял III – Държавните органи
- Дял IV – икономиката и публичните финанси
- Дял V – Конституционен съд
- Дял VI – евроатлантическата интеграция
- Дял VII – преработване на Конституцията
- Дял VIII – преходни и заключителни разпоредби